# Aenictes nyparia
Aenictes nyparia là một loài bướm đêm trong họ Geometridae.